# Bélaye
Bélaye település Franciaországban, Lot megyében. Lakosainak száma 204 fő (2022. január 1.). Bélaye Albas, Anglars-Juillac, Carnac-Rouffiac, Grézels, Lagardelle, Prayssac és Porte-du-Quercy községekkel határos.

## Népesség
A település népességének változása:
| Lakosok száma | 255  | 204  | 220  | 221  | 227  | 230  | 224  | 209  | 209  | 204  |
|               | 1968 | 1982 | 1990 | 2006 | 2013 | 2015 | 2017 | 2019 | 2020 | 2022 |